# 2018년 뉴욕 영화제
제56회 뉴욕 영화제는 2018년 9월 28일에 열린 시상식이다.

## 수상 (비경쟁)

### 장편 상영작
- 더 페이버릿 - 요르고스 란티모스
- 로마 - 알폰소 쿠아론
- 앳 이터너티스 게이트 - 줄리안 슈나벨
- 3개의 얼굴들 - 자파르 파나히
- 아사코 I&II - 하마구치 류스케
- 애쉬 - 지아장커
- 카우보이의 노래 - 조엘 코엔 외 1명
- 버닝 - 이창동
- 콜드 워 - 파벨 포리코브스키
- 페이스풀 맨 - 루이 가렐
- 가족여행 - 잉량
- 라 플로어 - 마리아노 지나스
- 풀잎들 - 홍상수
- 행복한 라짜로 - 알리체 로르와커
- 허 스멜 - 알렉스 로스 페리
- 하이 라이프 - 클레어 드니
- 강변 호텔 - 홍상수
- 이프 빌 스트리트 쿠드 토크 - 배리 젠킨스
- 이미지 북 - 장 뤽 고다르
- 인 마이 룸 - 율리히 쿨러
- 지구 최후의 밤 - 비간
- 몬로비아, 인디애나 - 프레더릭 와이즈먼
- 논픽션 - 올리비에 아사야스
- 프라이빗 라이프 - 타마라 젠킨스
- 레이 & 리즈 - 리차드 빌링햄
- 어느 가족 - 고레에다 히로카즈
- 쏘리 엔젤 - 크리스토프 오노레
- 투 레이트 투 다이 영 - 도밍가 소토마요르 카스틸로
- 통행증 - 크리스티안 펫졸드
- 와일드라이프 - 폴 다노

### 단편 프로그램
- 투르뇌 - 얄다 아프사
- 히어 데얼 이즈 노 어스 - 마르틴 디치고
- 맨 인 더 웰 - 후 보
- jeny303 - 로라 후어타스 밀란
- Anteu - 주앙 블라디미로
- 베슬레모이스 송 - 소피아 보다노위즈
- 렛 어스 나우 프레이즈 무비즈 - 니콜라스 주커필드
- 더 글로리어스 엑셉턴스 오브 니콜라스 쇼빈 - 벤자민 크로티
- 블랙독 - 조슈아 투틸
- 저기 저 아래 - 쩡판 양
- 산 - 저스트 필리포트
- The Slows - 니콜 펄맨
- Toto - Danny Lee
- 차일드 오브 더 스카이 - 필립 몽고메리
- 헬싱키 맨스플레인 대학살 - 일리야 라우치
- 아다 - 엘레노어 피엔타
- 초어 - 애슐리 코너 외 1명
- 갓 네버 다이 - 바바라 시가로아
- 노스 윈즈 기프트 - 마이클 알메레이다
- 쿼터백 - 제이슨 지암피에트로
- 투 디 언노운 - 마이클 알메레이다

### 스페셜 이벤트
- 네 기수의 묵시록 - 렉스 잉그램
- 바람의 저편 - 오손 웰즈
- 데이 윌 러브 미 웬 아임 데드 - 모건 네빌
- 경계선 - 알리 아바시
- 야생 배나무 - 누리 빌게 제일란
- 175767 - 다니엘 슈미트 외 1명
- 11 x 14 - 제임스 베닝
- 고전주의 시대 - 테드 펜트
- 더 그랜드 비자르 - 조디 맥
- 로이 솔레이 - 알베르트 세라
- 세컨드 타임 어라운드 - 도라 가르시아
- 너의 얼굴 - 차이밍량
- 에리카 벡맨 프로그램 - 에리카 벡맨
- 퀀티피케이션 트릴로지 - 제레미 쇼
- 어 리턴 - 제임스 에드몬즈
- 발레리아 스트릿 - 제니 게이저
- 마호가니 투 - 아코수아 아도마 오우수
- 비트윈 릴레이팅 앤드 유즈 - 나즐리 딘셀
- 트리스 다운 히어 - 벤 리버스
- 아이 오브 어 니들 - 캐서린 맥기니스
- 위싱 웰 - 실비아 쉬델바우어
- 키, 워셔, 코인 - 앨런 시걸
- 워즈, 플래닛 - 라이다 레르순디
- 라이프 애프터 러브 - 재커리 엡카
- 아이 홉 아임 라우드 왠 아임 데드 - 비어트리스 깁슨
- 디 에어 오브 디 어스 인 유어 렁스 - 로스 맥페슬
- 페인팅 스펠스 - 스카이 호핀카
- 추카 - 파라스투 아누샤 푸어 외 1명
- 아다 칼레 - 헬레나 위트만
- 더 라비린스 - 로라 후어타스 밀란
- 루미노스 쉐도우 - 마리아나 칼로
- 더 글래스 노트 - 마리 헬레나 클라크
- 월드 언월드 - 로렌스 아부 함단
- Kodak - Andrew Norman Wilson
- 왓 위켄즈 더 플레쉬 이즈 더 플레쉬 잇셀프 - 스티브 레인케 외 1명
- 프롬 잇츠 마우스 케임 어 리버 오브 하이엔드 레지덴셜 어플라이언시스 - 존 왕
- 그로피우스 메모리 팔라스 - 벤 소프 브라운

### 스포트라이트 온 다큐멘터리
- 아메리칸 다르마 - 에롤 모리스
- 앤젤스 아 메이드 오브 라이트 - 제임스 롱리
- 카민 스트리트 기타 - 론 만
- 콜드 블루 - 에릭 넬슨
- 디바이드 앤 컨큐어: 스토리 오브 로저 에일스 - 알렉시스 블룸
- 드림 오브 어 시티 - 만프레드 커치하이머
- 엔드 오브 라이프 - 존 브루스 외 1명
- 파이어 뮤직 - 톰 슈겔
- 마리아 칼라스: 세기의 디바 - 톰 볼프
- 멤피스 벨레: 스토리 오브 어 플라잉 포트리스 - 윌리엄 와일러
- 타임즈 오브 빌 커닝햄 - 마크 보젝
- 더 발트하임 왈츠 - 루스 베커만
- 워터게이트 - 올, 하우 위 런드 투 스탑 언 아웃 오브 컨트롤 프레지던트 - 찰스 퍼거슨
- 화염 속의 세상 - 로베르토 미네르비니

### 회고전
- 혁명전야 - 베르나르도 베르톨루치
- 마쇼르카-머프 - 장 마리 스트로브 외 1명
- 더 브라이드그룸, 디 액트레스 앤 더 핌프 - 장 마리 스트로브
- 화해불가 - 장 마리 스트로브 외 1명
- 의식 - 오시마 나기사
- 인생 - 장 뤽 고다르
- 미국 친구 - 빔 벤더스
- 마리아 브라운의 결혼 - 라이너 베르너 파스빈더
- 앙드레와의 저녁식사 - 루이 말
- 네온 불빛 속의 마닐라 - 리노 브로카
- 협녀 - 호금전
- 타임 위드아웃 피티 - 조셉 로지
- 어둠 속에 벨이 울릴 때 - 클린트 이스트우드
- 어머니 인도 - 메붑 칸
- 하우스 바이 더 리버 - 프리츠 랑
- 더 맨 아이 러브 - 라울 월쉬
- 비 네이처: 디 언톨드 스토리 오브 알리스 기-블라쉐 - 파멜라 그린
- 인트로투치오네 알오스쿠로 - 가스통 솔니츠키
- 서칭 포 잉그마르 베르히만 - 마가레테 폰 트로타

### 리바이벌스
- 우회 - 에드가 G. 울머
- 에나몰라다 - 에밀리오 페르난데즈
- 하이에나 - 지브럴 좁 맘베티
- 소이 쿠바 - 미하일 칼라토조프
- 크루스탈리오프, 나의 차! - 알렉세이 게르만
- 나폴리탄 캐러셀 - 에토르 지아니니
- 논 쉘 이스케이프 - 안드레 드 토스
- 레드 하우스 - 델머 데이브즈
- 스프링 나잇, 썸머 나잇 - 조셉 L. 앤더슨
- 턴스 오브 글로리 - 로널드 님
- 워 앳 홈 - 글렌 실버

### 컨버전스
- 왓 고즈 업/머스트 컴 다운 - 엘라인 종스마 외 1명
- 파이어 이스케이프 - 나비드 콘사리
- 마이 아프리카 - 데이빗 앨런
- 드러머 - 애나 클러
- Hope Amongst the Haze - Tiffany Hill
- 배틀스카 - 마틴 알라이스 외 1명
- 론 - 레스터 프랑수아
- 웨얼 쏘츠 고 - 루카스 리조토
- 싸이클 - 제프 깁슨
- 어웨이크 - 마틴 테일러
- 블루버드 - 아르만도 브라운